# SŽD-Baureihe Ээл
Die Lokomotiven der Baureihe Ээл (deutsche Transkription Eel) der Sowjetischen Eisenbahnen (SŽD) waren breitspurige Diesellokomotiven der ersten Generation, die auf der Grundlage der Ээл2 in Serie gefertigt wurde.

## Geschichte
Nachdem 1924 mit der Ээл2 erstmals eine betriebstaugliche Streckendiesellokomotive erbaut und erprobt werden konnte, wurde von der SŽD eine Serienproduktion beschlossen. Nach der Fertigung von zwei Maschinen (Ээл5 in Deutschland und Ээл9 in Russland) lagen Erfahrungen zur weiteren Verbesserung vor, unter anderem durch den Ersatz der Laufachse unter dem Vorbau durch ein zweiachsiges Laufdrehgestell. Danach begann die Produktion des Typs Ээл ab 1934 in der Lokomotivfabrik Kolomna, wo inklusive der beiden Vorserienlokomotiven 46 Exemplare des Typs Ээл gebaut wurden.
Nach ersten Versuchen auf der Moskau-Kasaner Eisenbahn wurden die Lokomotiven beim Depot Aşgabat in der Turkmenischen SSR eingesetzt, wo sie den Dampflokbetrieb ersetzen sollten, der dort unter Problemen der Wasserversorgung litt. Dieselkraftstoff war hingegen dank der lokalen Erdölförderung und Raffination reichlich vorhanden.
Im Betrieb stellten sich jedoch alsbald Probleme ein. So waren einige Konstruktionselemente der Lokomotiven noch nicht ausgereift und es offenbarten sich Fertigungsmängel. Vor allem die Dieselmotoren waren nicht besonders zuverlässig, fehlende Erfahrung des Personals mit der neuen Technik kam hinzu. Außerdem erwies sich der Oberbau der turkmenischen Strecken als zu schwach für die Achslast der Lokomotiven. Deshalb stellte die turkmenische Bahnverwaltung ab 1937 keine weiteren Lokomotiven dieser Baureihe in den Streckendienst. Die letzten 18 bereits gefertigten Exemplare wurden stattdessen als mobile Stromgeneratoren eingesetzt.
Durch die vielen unerwarteten Ausfälle war eine planmäßige Durchführung der Fristarbeiten bald kaum noch möglich. Ab 1948 wurden daher die besonders anfälligen Baugruppen erneuert. Bei ordnungsgemäßer Bedienung und Wartung waren die Lokomotiven jedoch durchaus zuverlässig. Mit der Ablieferung neuer Diesellokomotivbaureihen Mitte der 1960er Jahre wurden die letzten Lokomotiven im Bestand des Depot Aşgabat ausgemustert.